# Beograd Vukovi
Beograd Vukovi (Deutsch: Belgrad Wölfe) ist eine American-Football-Mannschaft aus der serbischen Hauptstadt Belgrad. Die Mannschaft wurde offiziell am 14. Januar 2003 gegründet und ist damit die zweitälteste in Serbien. Sie gewann zehn Mal die serbische Meisterschaft und sechs Mal die Central European Football League.
Aufgrund des Sponsorings durch den Telekommunikationskonzern Serbia Broadband tritt die Mannschaft offiziell als SBB Vukovi auf.

## Geschichte

### Anfangsphase
Im Jahr 2001 wurde erstmals Spiele der amerikanischen National Football League (NFL) im serbischen Fernsehen übertragen. Mit dem steigenden Interesse am American Football fanden sich auch Personen zusammen, die selbst Football spielen wollten. Spieler, die sich auf der Halbinsel Ada Ciganlija zusammenfanden, gründeten schließlich am 14. Januar 2003 die Vukovi. Bald darauf gab es das erste Spiel gegen die Kragujevac Wild Boars, welches Vukovi gewann. Auch die weiteren Freundschaftsspiele 2003 gegen verschiedene Gegner gewannen die Vukovi unter Head Coach Igor Hoffmann. Die Spiele wurden ohne Ausrüstung wie Helme und Pads durchgeführt. Das galt auch für die erste serbische Liga 2004. Im Finale unterlagen die Vukovi am 7. November 2004 in Kragujevac gegen die Wild Boars mit 6:21. 2005 wurde ein serbischer Pokal ausgespielt. Das Finale im Stadion Obilić gewannen die Vukovi gegen die Wild Boars mit 20:6.

### SELAF und erste serbische Meisterschaften
Unter dem neuen Präsidenten Goran Nisavic konnte die Mannschaft Ausrüstung beschaffen. Mit den Kragujevac Wild Boars, den Novi Sad Dukes, den Sirmium Legionaries sowie den Ljubljana Silverhawks aus Slowenien starteten die Vukovi in die Southeast European League of American Football (SELAF). Auch im ersten SELAF Bowl am 8. Oktober 2006 in Belgrad standen sich Wild Boars und Vukovi gegenüber, die Wild Boars gewannen mit 23:12. Das Endspiel wurde auch als serbische Meisterschaft gesehen.
2007 konnten die Vukovi ein neues Kunstrasenfeld auf der Ada Ciganlija beziehen. Die SELAF wurde um Mannschaften aus Österreich und Ungarn erweitert. Halbfinale und Finale wurde erstmals im serbischen Fernsehen übertragen: das Halbfinale gewannen die Belgrader mit 28:3 gegen die CNC Gladiators Stegersbach, den SELAF Bowl II am 27. Oktober 2007 in Belgrad entschieden die Vukovi mit 28:27 gegen die Budapest Wolves. Die beiden besten serbischen Mannschaften der SELAF spielten mit den beiden besten Mannschaften der nationalen Nacionalna Liga Srbije die serbische Meisterschaft. Das Finale entschieden die Beograd Vukovi mit 25:15 gegen die Novi Sad Dukes für sich.
In der Saison 2008 unterlagen die Belgrader in zwei Finalen. In der serbischen Meisterschaft unterlagen sie der Kragujevac Wild Boars mit 31:38. Die ehemalige SELAF wurde in Central European Football League (CELF) umbenannt, die Belgrader unterlagen im CEFL Bowl III in Wien den CNC Gladiators mit 8:14.

### Spaltung des serbischen Football 2009/10 und Siegesserie 2011 bis 2014
2009 beteiligten sich die Belgrader an der Neuaufstellung serbischen Verbandes (SAAF). In der neuen SAAF Super League waren die Vukovi praktisch ohne Konkurrenz und gewannen die Meisterschaften 2009 und 2010 mit 46:0 bzw. 40:2 gegen die Novi Sad Dukes. Auch die CEFL gewannen die Belgrader in beiden Jahren: am 24. Oktober 2009 gegen die Cineplexx Blue Devils mit 39:20, am 18. Juli 2010 in Ivančna Gorica (Slowenien) 42:20 gegen die Ljubljana Silverhawks.
Nach der Vereinigung der beiden serbischen Verbände spielten die Vukovi auch wieder gegen ihre Erzrivalen aus Kragujevac. In der Saison 2011 unterlagen die Belgrader in der regulären Saison gegen die Wild Boars, konnten aber im Finale der Super League mit 51:36 Revanche nehmen. In den folgenden drei Spielzeiten verloren die Vukovi dagegen kein einziges Spiel in der Super League und gewannen die Finals jeweils gegen die Wild Boars. Etwas schwerer taten sich die Belgrader in der CEFL, gewannen aber auch dort die Meisterschaften 2011, 2013 und 2014, während man im CEFL Bowl 2012 den Silverhawks mit 21:34 unterlag. Auch an der neu eingeführten IFAF Europe Champions League nahmen die Vukovi teil. Sie erreichten das Finale am 13. Juli 2014 in Élancourt, wo sie den Helsinki Roosters mit 29:26 unterlagen.

### Neuaufbau 2015 bis 2019
Nach dem Rücktritt einer Reihe von Leistungsträgern starteten die Belgrader 2015 mit einem total verjüngten Team unter dem neuen Head Coach Brian Mayper in die Saison 2015. Trotzdem zog man in drei Wettbewerben in Finalspiel ein. Der CEFL Bowl X war gleichzeitig der Serbian Bowl XI und die Vukovi unterlagen den Novi Sad Dukes mit 23:25 – die erste Meisterschaft der Dukes. Im Finale der IFAF Europe Champions League 2015 in Belgrad unterlag man den Carlstad Crusaders mit 49:84.
Die Saison 2016 endete erneut mit Finalniederlagen der Belgrader. Im Serbian Bowl XII unterlag man den Kragujevac Wild Boars mit 29:53. Im CEFL Bowl XI gab es gegen die Graz Giants eine 49:52-Niederlage. In der letzten Austragung der IFAF Europe Champions League 2016 kamen die Belgrader nach einer Niederlage gegen die Milano Seamen nicht über die Gruppenphase hinaus.
In der Saison 2017 scheiterten die Vukovi erstmals im Halbfinale der serbischen Meisterschaft. Auch in der CEFL kamen die Belgrader nicht ins Finale – trotz zweier Siege in zwei Spielen kamen die Wild Boars in der Gruppe weiter, weil es kein direktes Aufeinandertreffen gab.
2018 zogen die Belgrader wieder in den Serbian Bowl ein, unterlagen jedoch den Wild Boars mit 36:54. In der CEFL nahmen die Vukovi nur am neu eingerichteten, zweitklassigen CEFL Cup teil, konnten diesen aber mit 55:41 gegen die Seahawks Gdynia für sich entscheiden. Auch 2019 unterlagen die Belgrader den Wild Boars im Serbian Bowl mit 55:60. Im CEFL Cup schieden die Belgrader nach einem 27:42 gegen die Bolzano Giants im Halbfinale aus.

### Meisterschaften 2020 bis 2022
In der durch die Covid-19-Pandemie in den Herbst verschobenen Saison 2020 wurde die Prva Liga als Touch-Football mit 7er-Mannschaften ausgetragen. Die Belgrader konnte die Meisterschaft gewinnen, das Finale gegen die Jagodina Black Hornets entschieden sie mit 56:46 für sich.
Die Spielzeiten 2021 und 2022 schlossen die Beograd Vukovi jeweils mit einer perfekten Saison ab. Im Serbian Bowl XVI am 10. Juli 2021 wurden die Banat Bulls mit 24:14 geschlagen. Den Serbian Bowl XVII am 10. Juli 2022 gewannen die Vukovi wieder mal gegen die Wild Boars mit 24:17. 2022 nahmen die Vukovi erstmals wieder an der CEFL teil, schieden aber bereits in der ersten Runde nach einem 21:35 gegen die Danube Dragons aus.

## Erfolge
- Serbische Meisterschaften: 2007, 2009, 2010, 2011, 2012, 2013, 2014, 2020, 2021, 2022, 2024
- CEFL Bowl: 2007, 2009, 2010, 2011, 2013, 2014
- SAAF Super League: 2009, 2010
- Serbischer Pokal 2005, serbische Touch-Meisterschaft 2020
- CEFL Cup 2018
- IFAF Europe Champions League: Finalist 2014, 2015